# Christiane Fürst
Christiane Fürst (* 29. März 1985 in Dresden, DDR) ist eine ehemalige deutsche Volleyball-Nationalspielerin.

## Karriere
Christiane Fürst spielte seit 1995 beim Dresdner SC, zunächst in der Jugend, ab Herbst 2002 mit 17 Jahren in der ersten Mannschaft. Im Jahr 2007 errang sie mit dem Verein die Deutsche Meisterschaft und verließ diesen anschließend in Richtung Italien. Auf internationaler Ebene war sie zunächst mit der Jugend-Nationalmannschaft erfolgreich und gewann 2001 das olympische Jugend-Turnier. 2003 wurde sie ohne Länderspiel-Erfahrung für die EM in der Türkei nominiert und erreichte den dritten Platz. Mit ihren Leistungen etablierte sie sich in der A-Nationalmannschaft. Ein Jahr später nahm sie nach dem „Wunder von Baku“ an den Olympischen Spielen in Athen teil. Bei der WM 2006 in Japan war die Mittelblockerin die beste Spielerin des Turniers auf ihrer Position. Dennoch belegte die Mannschaft nur den elften Platz. Im Sommer 2007 gewann sie mit dem Team die europäische Grand-Prix-Qualifikation und belegte bei der EM in Belgien und Luxemburg den sechsten Platz. Bei der EM 2009 in Polen erreichte sie mit der Nationalmannschaft den vierten Platz und wurde als beste Blockspielerin des Turniers ausgezeichnet. Bei der WM 2010 erreichte sie Platz sieben und wurde erneut beste Blockspielerin des Turniers.

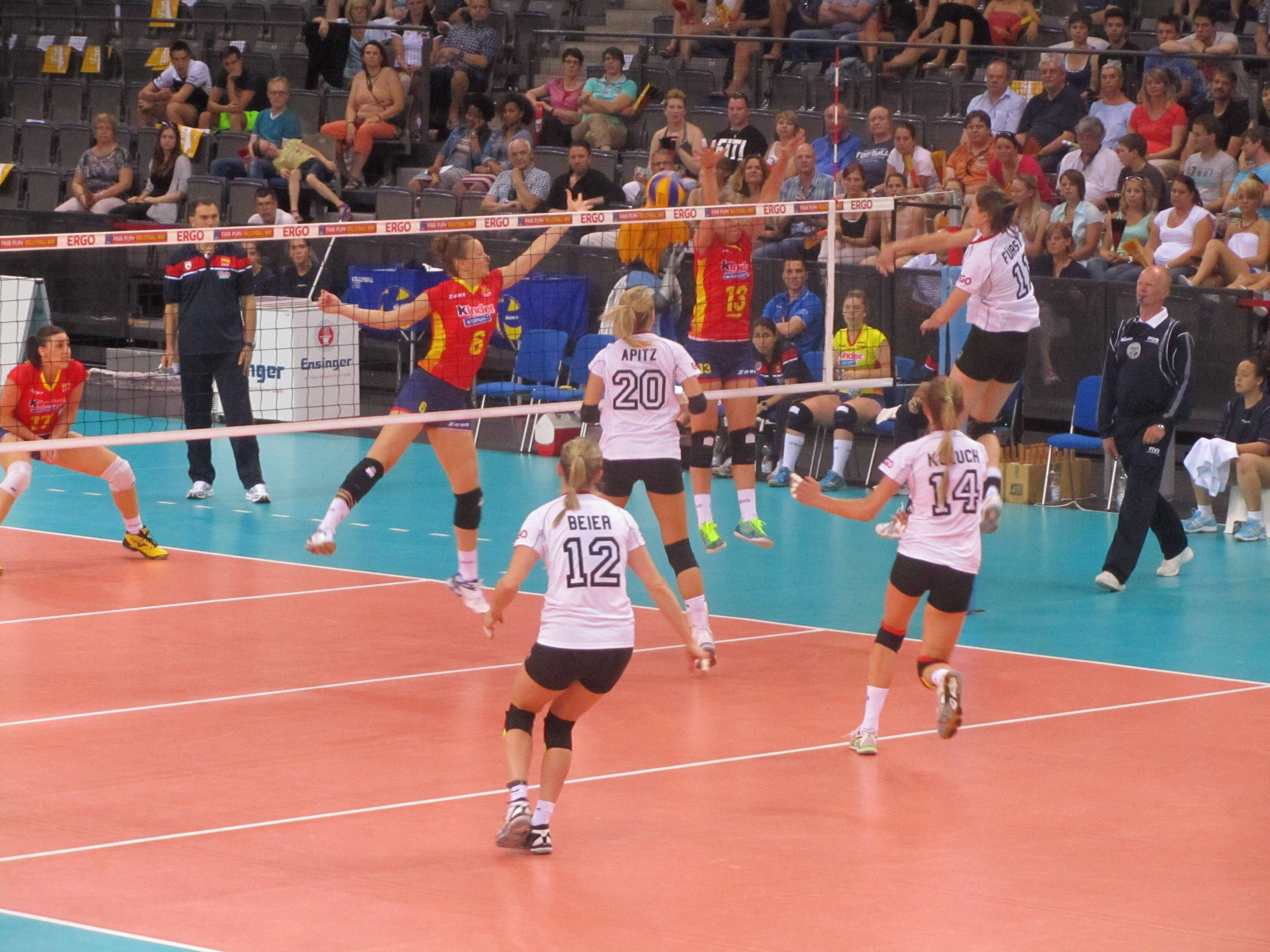
Angriff im Europaliga-Spiel 2014 gegen Spanien

Seit Oktober 2007 spielte Fürst beim italienischen Spitzenclub Scavolini Pesaro. Gleich in ihrem ersten Jahr in Italien erreichte sie mit ihrer neuen Mannschaft das italienische Pokalfinale, wo sie als beste Spielerin der Pokalendrunde ausgezeichnet wurde. Außerdem gewann der Club den CEV-Europapokal und die italienische Meisterschaft gegen Perugia mit der deutschen Angreiferin Hanka Pachale. Fürst wurde zudem beim CEV-Finalturnier als beste Angreiferin ausgezeichnet. Im folgenden Jahr wiederholte der Verein den Meisterschaftstriumph.
Im Jahr 2009 wählten die Fans Christiane Fürst zur Volleyballerin des Jahres.
In der Saison 2009/10 spielte Christiane Fürst bei Foppapedretti Bergamo, wo sie Champions-League-Sieger wurde. Anschließend wechselte sie in die Türkei zu Fenerbahçe Acibadem Istanbul, wo sie 2011 türkischer Meister wurde. Danach wechselte sie zum Lokalrivalen Vakıfbank Güneş Sigorta İstanbul. Mit der Nationalmannschaft wurde sie im Oktober 2011 Vizeeuropameister. In der Saison 2012/13 gewann Fürst mit Istanbul nach 47 Siegen in Folge ungeschlagen den türkischen Pokal, die Champions-League und die türkische Meisterschaft. Mit der Nationalmannschaft belegte sie 2013 Platz eins in der Europaliga und wurde erneut Vizeeuropameister. 2014 gewann Fürst erneut das Double aus türkischer  Meisterschaft und Pokalsieg und erreichte das Finale in der Champions League, wo sie mit Istanbul dem russischen Verein VK Dynamo Kasan unterlag. Anschließend wechselte sie zum Lokalrivalen Eczacıbaşı Istanbul.
Am 6. Januar 2015 gab Fürst nach 345 Länderspielen ihren Rücktritt aus der deutschen Nationalmannschaft bekannt. Im April 2015 gewann Fürst mit Eczacıbaşı Istanbul die Champions-League und im Mai die Klubweltmeisterschaft. Im Januar 2016 hatte sie ein kurzes Comeback in der Nationalmannschaft, mit der sie in Ankara die Qualifikation für  die Olympischen Spiele in Rio da Janeiro verpasste. Im Sommer 2016 wechselte Fürst zum japanischen Zweitligisten Denso Airybees, mit dem sie 2017 in die erste Liga aufstieg und den japanischen Pokal gewann.
2018 beendete Fürst ihre Karriere.
Im November 2019 wird Fürst Geschäftsführerin des VC Olympia Dresden und Leiterin des Volleyball-Bundesstützpunkts Dresden.

## Privates
Fürst ist Magister für Geschichte und Sprachwissenschaft. Sie ist Fernstudentin für BWL und Wirtschaftspsychologie. Sie lebt in Dresden und hat einen Sohn.